# Мидвеј (округ Хот Спринг, Арканзас)
Мидвеј (енгл. Midway, Hot Spring County) град је у америчкој савезној држави Арканзас.

## Демографија
По попису из 2010. године број становника је 389.
| Група             | 2000.    | 2010.       |
| Белци             | 0 (0,0%) | 381 (97,9%) |
| Афроамериканци    | 0 (0,0%) | 0 (0,0%)    |
| Азијати           | 0 (0,0%) | 3 (0,8%)    |
| Хиспаноамериканци | 0 (0,0%) | 3 (0,8%)    |
| Укупно            | 0        | 389         |